# Superunknown
Superunknown is het vierde album van de Amerikaanse grungeband Soundgarden; hun derde op het label A&M Records. Het album verscheen op 8 maart 1994.
Superunknown was het grootste succes van de band, zowel commercieel als bij critici. Het kwam op de eerste plaats binnen in de Amerikaanse Billboard 200 en stond wereldwijd hoog in de hitlijsten. In Nederland reikte het tot de elfde positie in de Album Top 100. Van het album werden vijf singles uitgebracht: "My Wave", "The Day I Tried to Live", "Fell on Black Days", "Black Hole Sun en "Spoonman". De laatste twee bezorgden Soundgarden wereldwijd bekendheid en werden beide bekroond met een Grammy Award in respectievelijk de categorieën 'Best Hard Rock Performance' en 'Best Metal Performance'. Het album als geheel kreeg een Grammy-nominatie voor 'Best Rock Album'. Superunknown wist in de VS een vijfmaal platina-status te bemachtigen. In Nederland kreeg het de status van Gold album.

## Muziek en teksten
Op Superunknown is Soundgardens heavy sound doorgegroeid tot een meer gepolijste en toegankelijkere klank dan op hun voorgaande albums. De band heeft punkrock-invloeden verruild voor elementen uit de popmuziek en psychedelische muziek. Op vorige albums klonken scherpe gitaarriffs, maar hier klinkt het geluid echter robuster, zwaarder en afgewerkter. Waar zanger Chris Cornell op de vorige albums vaak scherp door de muziek heen zong, is de zang nu vaak lager en zweeft deze meer op de muziek mee. De nummers zijn veel experimenteler dan Soundgardens eerdere werk, bijvoorbeeld met Oosterse klanken op "Half" en Beatles-invloeden op "Black Hole Sun" en "Head Down". In een interview met Guitar World in 1994 verklaarde gitarist Kim Thayil: 
"We looked deep down inside the very core of our souls and there was a little Ringo sitting there. Oh sure, we like telling people it's John Lennon or George Harrison; but when you really look deep inside of Soundgarden, there's a little Ringo wanting to get out."
Tekstmatig is het album tamelijk donker en mysterieus en bevat het de nodige zwarte humor. Ook komen onderwerpen als depressie, drugsgebruik en zelfmoord naar voren. Cornell liet zich in zijn teksten inspireren door de werken van Sylvia Plath. Volgens Cornell gaat "Let Me Drown" over 'terugkruipen naar de baarmoeder om te sterven', "Fell on Black Days" over het besef extreem ongelukkig te zijn, "Black Hole Sun" over een surrealistische droomwereld, "Limo Wreck" over schandelijke decadentie, "The Day I Tried to Live" over het doorbreken van isolement en "4th of July" over het gebruik van lsd. "Like Suicide" gaat over een vogel die tegen een raam van Cornells huis vloog, waarna hij het zwaargewonde dier uit zijn lijden verloste door hem met een steen dood te slaan.

## Tracks
Alle lyrics geschreven door Chris Cornell, tenzij anders aangegeven.

| Nr. | Titel                   | Tekst            | Muziek              | Duur |
| --- | ----------------------- | ---------------- | ------------------- | ---- |
| 1.  | Let Me Drown            |                  | Cornell             | 3:51 |
| 2.  | My Wave                 |                  | Cornell, Kim Thayil | 5:12 |
| 3.  | Fell on Black Days      |                  | Cornell             | 4:42 |
| 4.  | Mailman                 |                  | Matt Cameron        | 4:25 |
| 5.  | Superunknown            |                  | Cornell, Thayil     | 5:06 |
| 6.  | Head Down               | Ben Shepherd     | Shepherd            | 6:08 |
| 7.  | Black Hole Sun          |                  | Cornell             | 5:18 |
| 8.  | Spoonman                |                  | Cornell             | 4:06 |
| 9.  | Limo Wreck              |                  | Cameron, Thayil     | 5:47 |
| 10. | The Day I Tried to Live |                  | Cornell             | 5:19 |
| 11. | Kickstand               |                  | Thayil              | 1:34 |
| 12. | Fresh Tendrils          | Cameron, Cornell | Cameron             | 4:16 |
| 13. | 4th of July             |                  | Cornell             | 5:08 |
| 14. | Half                    | Shepherd         | Shepherd            | 2:14 |
| 15. | Like Suicide            |                  | Cornell             | 7:01 |
| 16. | She Likes Surprises     |                  | Cornell             | 3:17 |

- "She Likes Surprises" is terug te vinden op alle buiten de VS uitgegeven edities van Superunknown.

## Bezetting
Bandleden
- Chris Cornell — zang, gitaar
- Kim Thayil — gitaar
- Ben Shepherd — basgitaar, drums en percussie op "Head Down", achtergrondzang op "Spoonman", zang en gitaar op "Half"
- Matt Cameron — drums, percussie, mellotron op "Mailman"

Gastmusici en producenten
- April Acevez — altviool op "Half"
- Artis the Spoonman — 'lepels' op "Spoonman"
- Michael Beinhorn — piano op "Let Me Drown", producent
- David Collins — mastering
- Jason Corsaro — systeemtechnicus
- Justine Foy — cello op "Half"
- Adam Kasper — assistent systeemtechnicus
- Kelk — ontwerp cd-hoes
- Gregg Keplinger — drums en percussie op "Head Down", studio-assistent
- Tony Messina – studio-assistent
- Brendan O'Brien — mixdown
- Reyzart — lay-out
- Natasha Shneider — clavinet op "Fresh Tendrils"
- Soundgarden — producent
- Kevin Westenberg — fotografie

## Trivia
- In een interview in Pulse Magazine in 1994 haalde Cornell aan dat de inspiratie voor de albumtitel kwam toen hij op een video waarop 'Superclown' stond, 'Superunknown' dacht te lezen.
- Van het album verscheen in beperkte oplage een 12" gekleurde vinylplaat (onder andere in blauw, orange en doorzichtig vinyl), als een dubbelelpee.
- Tijdens de opnamesessies van het album, werd het nummer "Flutter Girl" geschreven. Het nummer verscheen echter niet op het album, maar zou vijf jaar later, in een ander jasje gestoken, op Cornells solo-album Euphoria Morning opgenomen worden.